# 弗里德里希·武姆伯克
弗里德里希·武姆伯克（德語：Friedrich Wurmböck，1903年8月2日—1987年11月26日），奥地利前男子手球运动员。他曾代表奥地利参加1936年夏季奥林匹克运动会手球比赛，获得一枚银牌。